# Одакю-Сагамихара
Станция Одакю-Сагамихара (яп. 小田急相模原駅 одакю: сагамихара эки) — железнодорожная станция на линии Одавара, расположенная в городе Сагамихара, префектуры Канагава. Станция расположена в 34,7 километра от конечной станции линий Одакю - Синдзюку. Станция была открыта 1-го марта 1930 года под названием Сагамихара. Своё нынешнее название станция получила 5-го апреля 1941 года.

## Планировка станции
2 пути и  2 платформы бокового типа.
| 1 | ■ Линия Одавара | Хон-Ацуги, Син-Мацуда, Одавара                         |
| 2 | ■ Линия Одавара | Сагами-Оно, Син-Юригаока, (Линия Тиёда) Аясэ, Синдзюку |

## Близлежащие станции
| «           |             | Линия                           |             | »           |
| Линия Одакю | Линия Одакю | Линия Одакю                     | Линия Одакю | Линия Одакю |
| ----------- | ----------- | ------------------------------- | ----------- | ----------- |
| Сагами-Оно  |             | Semi Express (準急)             |             | Собудай-маэ |
| Сагами-Оно  |             | Section Semi Express (区間準急) |             | Собудай-маэ |
| Сагами-Оно  |             | Local (各駅停車)                |             | Собудай-маэ |